# Đội quân siêu trộm
Đội quân siêu trộm (tên gốc tiếng Hàn: 도둑들, phiên âm: Dodukdeul, còn được biết đến với tên tiếng Anh: The Thieves) là một phim điện ảnh tội phạm của Hàn Quốc công chiếu năm 2012 do Choi Dong-hoon đạo diễn. Phim có sự tham gia diễn xuất của Kim Yun-seok, Lee Jeong-jae, Kim Hye-su, Jeon Ji-hyeon.

## Cốt truyện
Một nhóm trộm bao gồm 4 người trộm thành công một lư hương cổ từ một phòng triển lãm nổi tiếng tại Seoul, Hàn Quốc. Bị cảnh sát nghi ngờ và theo dõi, cả nhóm cùng 1 thành viên mới ra tù sang Hồng Kông, Trung Quốc thực hiện một phi vụ khác. Tại đây, họ gặp và cộng tác với 5 tay trộm khác thành 1 đội 10 người để đánh cắp sợi dây chuyền có viên kim cương vàng nổi tiếng "Nước mắt Thái dương" tại một sòng bạc ở Macau.

## Diễn viên
- Kim Yun-seok vai Macau Park
- Lee Jeong-jae vai Popie
- Kim Hye-su vai Pepsee
- Jeon Ji-hyeon vai Yenicall
- Nhậm Đạt Hoa vai Trần
- Kim Hae-suk vai Kẹo cao su
- Oh Dal-su vai Andrew
- Kim Su-hyeon vai Zampano
- Tăng Quốc Tường vai Jonny
- Joo Jin-mo vai Cảnh sát trưởng
- Ki Guk-seo vai Wei Hong
- Choi Deok-mun vai Quản lý Sòng bạc
- Chae Guk-hui vai Phu nhân
- Ye Su-yeong vai Tiffany
- Lý Tâm Khiết vai Julie
- Shin Ha-gyun vai Giám đốc Phòng triển lãm

## Giải thưởng
| Năm  | Giải                                           | Hạng mục                                    | Recipient                    | Kết quả   |
| ---- | ---------------------------------------------- | ------------------------------------------- | ---------------------------- | --------- |
| 2012 | 21st Buil Film Awards                          | Best Director                               | Choi Dong-hoon               | Đề cử     |
| 2012 | 21st Buil Film Awards                          | Best Supporting Actress                     | Kim Hae-sook                 | Đề cử     |
| 2012 | 21st Buil Film Awards                          | Best New Actor                              | Kim Soo-hyun                 | Đề cử     |
| 2012 | 21st Buil Film Awards                          | Best Cinematography                         | Choi Young-hwan              | Đoạt giải |
| 2012 | 21st Buil Film Awards                          | Best Art Direction                          | Lee Ha-jun                   | Đoạt giải |
| 2012 | 21st Buil Film Awards                          | Buil Readers' Jury Award                    | The Thieves                  | Đoạt giải |
| 2012 | 49th Grand Bell Awards                         | Best Director                               | Choi Dong-hoon               | Đề cử     |
| 2012 | 49th Grand Bell Awards                         | Best Supporting Actress                     | Kim Hae-sook                 | Đoạt giải |
| 2012 | 32nd Korean Association of Film Critics Awards | Best Cinematography                         | Choi Young-hwan              | Đoạt giải |
| 2012 | 33rd Blue Dragon Film Awards                   | Best Film                                   | The Thieves                  | Đề cử     |
| 2012 | 33rd Blue Dragon Film Awards                   | Best Director                               | Choi Dong-hoon               | Đề cử     |
| 2012 | 33rd Blue Dragon Film Awards                   | Best Supporting Actress                     | Kim Hae-sook                 | Đề cử     |
| 2012 | 33rd Blue Dragon Film Awards                   | Best New Actor                              | Kim Soo-hyun                 | Đề cử     |
| 2012 | 33rd Blue Dragon Film Awards                   | Best Screenplay                             | Choi Dong-hoon, Lee Ki-cheol | Đề cử     |
| 2012 | 33rd Blue Dragon Film Awards                   | Best Cinematography                         | Choi Young-hwan              | Đề cử     |
| 2012 | 33rd Blue Dragon Film Awards                   | Best Lighting                               | Kim Sung-kwan                | Đề cử     |
| 2012 | 33rd Blue Dragon Film Awards                   | Technical Award                             | Yoo Sang-sub, Jung Yoon-hyun | Đoạt giải |
| 2012 | 33rd Blue Dragon Film Awards                   | Popularity Award                            | Kim Soo-hyun                 | Đoạt giải |
| 2012 | 33rd Blue Dragon Film Awards                   | Audience Choice Award for Most Popular Film | The Thieves                  | Đoạt giải |
| 2012 | 20th Korean Culture and Entertainment Awards   | Grand Prize (Daesang) in Film               | Kim Yoon-seok                | Đoạt giải |
| 2012 | 20th Korean Culture and Entertainment Awards   | Best Film                                   | The Thieves                  | Đoạt giải |
| 2012 | 20th Korean Culture and Entertainment Awards   | Top Excellence Award, Actress in Film       | Kim Hye-soo                  | Đoạt giải |
| 2012 | 13th Women in Film Korea Awards                | Best Producer                               | Ahn Soo-hyun                 | Đoạt giải |
| 2013 | 4th KOFRA Film Awards                          | Best Supporting Actress                     | Kim Hae-sook                 | Đoạt giải |
| 2013 | 7th Asian Film Awards                          | Best Supporting Actress                     | Kim Hye-soo                  | Đề cử     |
| 2013 | 7th Asian Film Awards                          | Best Supporting Actress                     | Jun Ji-hyun                  | Đề cử     |
| 2013 | 7th Asian Film Awards                          | Best Cinematography                         | Choi Young-hwan              | Đề cử     |
| 2013 | 7th Asian Film Awards                          | Best Editing                                | Shin Min-kyung               | Đề cử     |
| 2013 | 49th Baeksang Arts Awards                      | Best Director                               | Choi Dong-hoon               | Đề cử     |
| 2013 | 49th Baeksang Arts Awards                      | Best Supporting Actress                     | Jun Ji-hyun                  | Đề cử     |
| 2013 | 49th Baeksang Arts Awards                      | Most Popular Actor (Film)                   | Kim Soo-hyun                 | Đề cử     |
| 2013 | 49th Baeksang Arts Awards                      | Most Popular Actor (Film)                   | Kim Yoon-seok                | Đề cử     |
| 2013 | 49th Baeksang Arts Awards                      | Most Popular Actress (Film)                 | Jun Ji-hyun                  | Đề cử     |